# Раби
Ра̀би (на италиански: Rabbi) е село и община в Северна Италия, автономна провинция Тренто, автономен регион Трентино-Южен Тирол. Разположено е на 1095 m надморска височина. Населението на общината е 1359 души (към 2018 г.).